# Michał Maciołka
Michał Maciołka (ur. 18 września 1936 w Lasku koło Poznania, zm. 2 sierpnia 2016 w Poznaniu) – prezbiter rzymskokatolicki, doktor teologii, mariolog, prałat, kanonik honorowy Kapituły Katedralnej w Poznaniu.

## Kapłaństwo
Święcenia kapłańskie otrzymał 25 maja 1960 roku z rąk abpa Antoniego Baraniaka. Wikariusz w parafii Najświętszej Maryi Panny Wniebowziętej, św. Jana Chrzciciela i św. Jana Ewangelisty w Lwówku w latach 1960-1961 i w parafii św. Jana Chrzciciela w Lesznie w latach 1967-1968. Duszpasterz akademicki w Poznaniu przy parafii na Grobli w latach 1968-1970, św. Stanisława Kostki w latach 1970-1975 i św. Barbary na Nowinie w latach 1976-1985. Proboszcz parafii Najświętszej Maryi Panny Wniebowziętej w Obornikach w latach 1990-1999.      
Od 1999 do 2012 proboszcz parafii św. Stanisława Kostki w Poznaniu. Z dniem 30 czerwca 2012 został zwolniony z obowiązków proboszcza parafii św. Stanisława Kostki i przeniesiony w stan spoczynku, zamieszkał w kanonii na Ostrowie Tumskim.
Redaktor Przewodnika Katolickiego (1974-1980) i dyrektor Księgarni św. Wojciecha (1980-1990), wykładowca na Wydziale Teologicznym UAM (do 2003), autor licznych publikacji, uczestnik wielu sympozjów i kongresów naukowych, m.in. Międzynarodowych Kongresów Mariologicznych w Saragossie (1979), w Valletcie na Malcie (1983), w Kevelaer (1987) i w Częstochowie (2001), w latach 1980 i 1990 członek Zespołu Roboczego Episkopatu Polski i rządu PRL ds. wydawniczych, członek Rady Prasowej przy premierze, przewodniczący Komisji Synodalnej o nazwie „Szukać i zbawiać to, co zginęło” w ramach Synodu Archidiecezjalnego ogłoszonego przez abpa Jerzego Strobę w latach 1992-1993, później przewodniczący Komisji Maryjnej Synodu działającego pod przewodnictwem abpa Stanisława Gądeckiego w latach 2004-2008.
Zmarł 2 sierpnia 2016 w Poznaniu. Został pochowany 6 sierpnia na cmentarzu parafii św. Stanisława Kostki przy ulicy Łowmiańskiego w Poznaniu.

## Wybrane publikacje
- „Nauka polskich teologów o Maryi jako Nowej Ewie” (XIII-XVII wiek)”, rozprawa doktorska, KUL, 1968
- „Chrześcijańska wizja człowieka”, Poznań, 1973 (praca zbiorowa)
- „Oto Matka twoja”, Poznań 2006 (praca zbiorowa)
- „Sanktuaria w Polsce” (zdjęcia K.K. Czapliński) Katowice 1999
- „Madonny Wielkopolskie” (zdjęcia K.K. Czapliński) Katowice 2004
- „Wierzę w życie wieczne”, Tygodnik Powszechny nr 45/1967
- „Duchowe macierzyństwo Maryi według nauki polskich teologów z XVI i XVII wieku”, w: Studia Teologiczne, Lublin 1976, str. 91-114
- „Dziewictwo Maryi”, hasło w Encyklopedii Katolickiej, t. IV, kol. 612-613
- „Egzystencjalne wartości wiary”, w: „Vivere In Christo”, Lublin 1996, s. 443-459